# Barbara Buchholz
Barbara Buchholz (Duisburg, 8 dicembre 1959 – Berlino, 10 aprile 2012) è stata una musicista tedesca, considerata una tra i più virtuosi thereministi al mondo.

## Carriera
Durante gli anni ‘80 suonava come bassista nel gruppo Reichlich Weiblich formato da sole donne. Ha partecipato a progetti che attraversano i confini tra musica, poesia e danza.
Quale artista compositore, ha lavorato a una vasta gamma di progetti in diversi teatri; come direttore artistico ha ideato e prodotto "Tap It Deep", una miscela unica di midified tap dance e new jazz, e altri progetti con proiezioni di video come "Human Interactivity" e "Theremin:Berlin-Moskow".
Ha imparato a suonare il Theremin passando lunghi periodi a Mosca, sotto la guida esperta della musicista Lydia Kavina, la pronipote dell'inventore del theremin. Ha utilizzato questo strumento nella musica jazz e nella musica contemporanea.
L'obiettivo è quello di visualizzare il theremin come una componente organica tra gli strumenti moderni a disposizione.
Nel 2005 insieme con Lydia Kavina ha fondato " Touch! Don't Touch! " come un sito di produzione per il theremin nella musica contemporanea.
Si esibiva con una varietà di gruppi, tra fasce di jazz e musica improvvisata, tra cui un trio con il trombettista norvegese Arve Henriksen e con l'artista live electronics Jan Bang.
È stata impegnata su diversi fronti:
- il tour con il Jazz Bigband Graz, nella produzione ed esecuzione “ELECTRIC POETRY & Lo-Fi Cookies”, nella quale ha suonato una serie di concerti di opere contemporanee per theremin e orchestra
- il balletto di Lera Auerbach, con coreografia di John Neumeier, La Sirenetta
- l'opera Linkerhand di Moritz Eggert
- l'opera Bestmann-Oper di Alex Nowitz

Inoltre ha presentato le sue performance da solista assieme all'artista Pedda Borowski, il quale attraverso l'utilizzo di due lavagne luminose crea sfondi suggestivi, che seguono e completano le esecuzioni musicali. Fu tra le più richieste insegnanti thereministe nel panorama internazionale. È scomparsa a Berlino il 10 aprile 2012 a 52 anni per un tumore.

## Discografia (parziale)
- Touch! Don’t Touch! (2006; wergo), con Lydia Kavina & Kammerensemble Neue Musik Berlin
- Theremin: Russia with Love (2006; intuition)
- Moonstruck (2008; intuition, con Jan Bang, Tilmann Dehnhard, Ulrike Haage, Arve Henriksen, Alejandro Govea Zappino, Kammerflimmer Kollektief, Jan Krause, Susanna and the Magical Orchestra)

## Onorificenze
- 1989 „Jazzszene NRW“ con Wilde Ehe spielen Jazz
- 1995 Amadeus d'argento per „Musik Kreativ“ per il duo Blech, Bass und Bellaphonie mit der Aachener Klarinettistin Regina Pastuszyk.
- 1996 Primo premio Jazz della città di Herford con il gruppo Tap It Deep.
- 1998 Secondo premio per la composizione Jazz e Improvisierte Musik a Ostwestfalen-Lippe per Trio der Zukunft con Matthias Muche e Frank Wingold.
- 2002 Premio speciale della città di Bielefeld per la composizione NRW per il video Waves con Zeha Schröder e Sascha Kramski.
- 2003 Stipendio del Kultur-Ministeriums NRW.
- 2011 Westfalen-Jazzpreis del Jazz-Festival Münster per.